# 이순신 증직교지
이순신 증직교지는 1604년 7월 12일에 선조가 대광보국숭록대부의정부우의정겸경연사(大匡輔國崇祿大夫議政府右議政兼經筵事)에 증직되었던 이순신을 다시 효충장의적의협력선무공신대광보국숭록대부의정부좌의정겸영경연사덕풍부원군(效忠仗義迪毅協力宣武功臣大匡輔國崇祿大夫議政府左議政兼領經筵事德豊府院君)에 증직하는 교지이다.